# Castrovalva
Castrovalva è l'unica frazione di pochi abitanti del comune di Anversa degli Abruzzi (AQ), in Abruzzo. È situata su uno sperone roccioso che si erge dalla cresta del monte Sant'Angelo, a 820 m s.l.m..

## Storia

Chiesa di Santa Maria delle Grazie

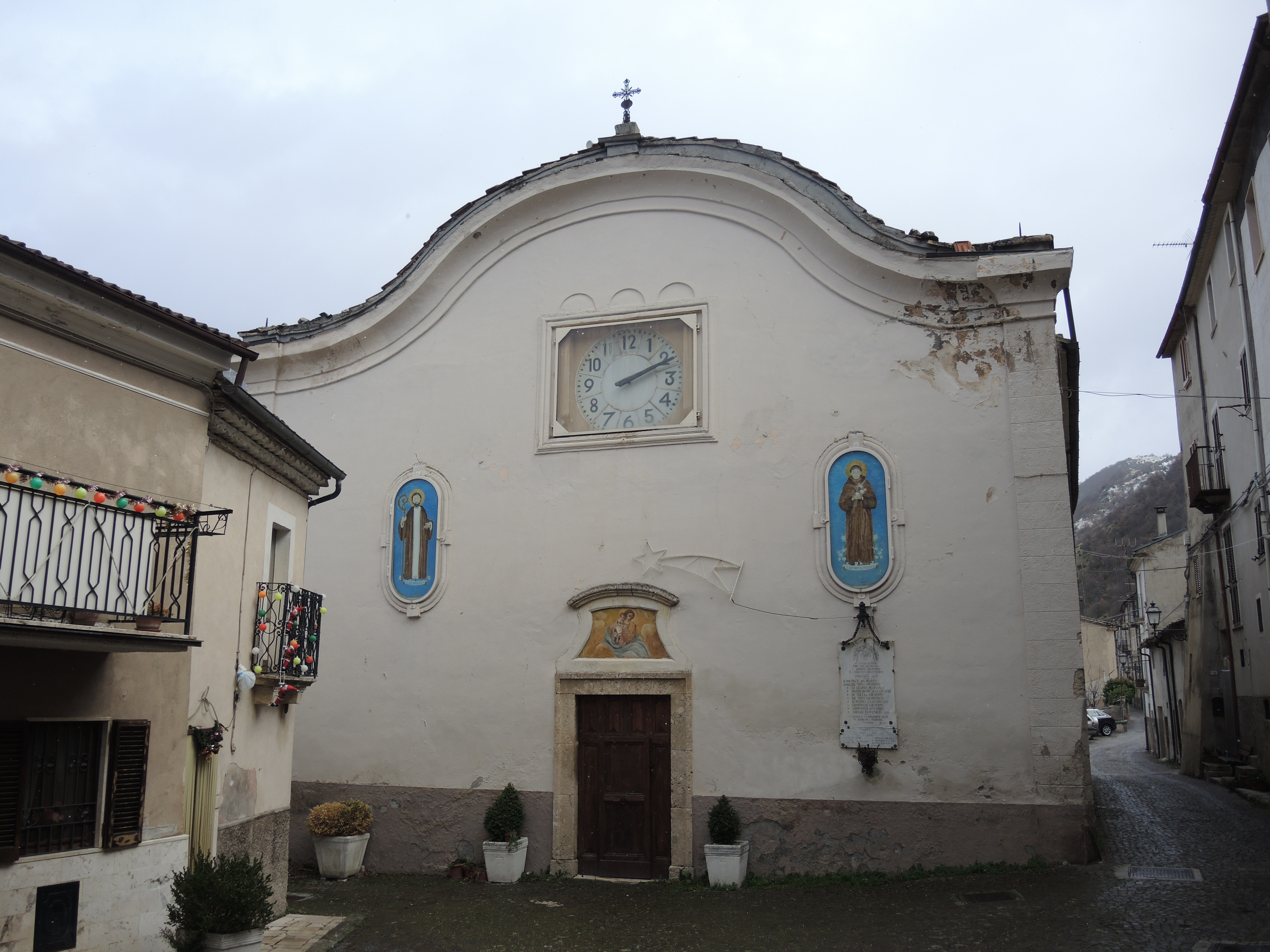
Santa Maria ad Nives

Gli abitanti che la fondarono provenivano da cinque ville. La chiesa di San Cesidio fu possesso di Montecassino. Prima dell'anno 1000 fu possesso dell'abbazia di San Vincenzo al Volturno.
Tuttavia il primo documento che cita Castrovalva è il Catalogo dei Baroni quando, nel 1079 cita il luogo come "Castro di Valva" che nel 1173 era appartenuto a Simone, conte di Sangro, mentre nel 1187 era possedimento di Simone di Teodino, conte di Castel di Sangro. Nel XIII secolo il castrum de Valva viene citato nello Statuto per la riparazione dei castelli imperiali svevi.
Per tutto il corso del Cinquecento Castrovalva è feudo dei Di Sangro, passa per matrimonio alla famiglia di origine spagnola dei D'Avalos, per poi essere venduta alla famiglia dei baroni Paschale di Bugnara, nella persona del notaio Annibale Paschale di Bugnara (detto anche Annibale de Pascale). Dopo la morte del barone Annibale Paschale, passa al figlio di questi, Lorenzo Paschale. Nel corso del Seicento il feudo di Castrovalva passò di mano a molti baroni; ai baroni Di Salvo di Scanno, i baroni Marchesano, i baroni De Rosa di Napoli, per passare al barone Giovan Battista Roberti di Lucera, tesoriere di Chieti, che fece elevare la baronia di Castrovalva a marchesato. Dai Roberti di Lucera passò infine ai Pomarici di Matera, che conservano ancora il titolo di marchesi di Castrovalva.
Nel 1817 Ferdinando I delle Due Sicilie, promulgando una riforma dello stato, unì definitivamente Castrovalva ad Anversa, ma dal 1927 viene eletta, ogni quattro anni, una commissione amministrativa di cinque membri dai cittadini di Castrovalva.
Maurits Cornelis Escher nel 1929 realizzò una litografia su Castrovalva. Le autorità comunali hanno deciso di dedicare all'artista olandese l'ultimo tornante prima dell'ingresso al paese. Dal cosiddetto girone Escher è possibile, infatti, osservare Castrovalva dalla medesima prospettiva ritratta nella litografia.

## Monumenti e luoghi d'interesse

### Il borgo fortificato

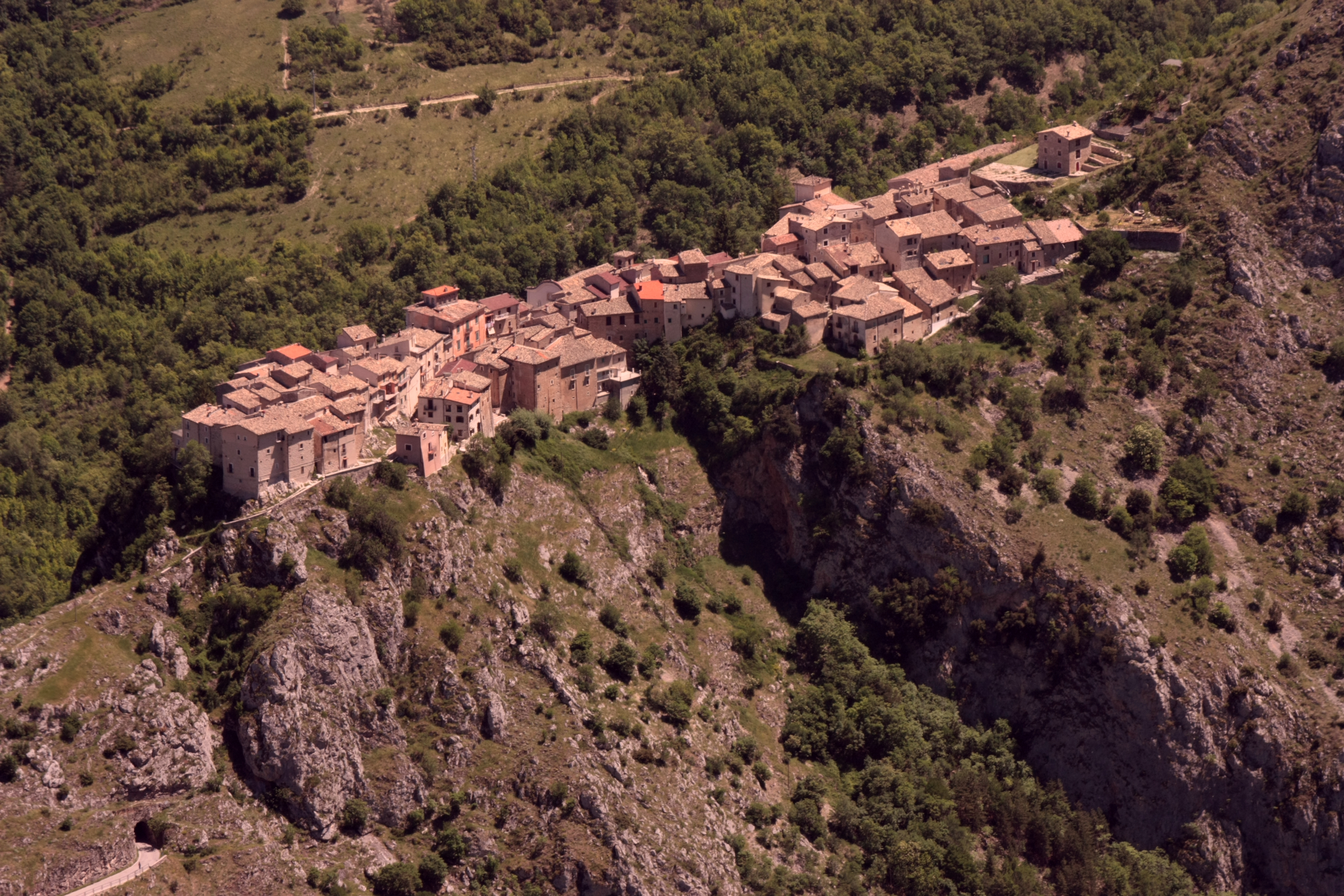
Veduta aerea del borgo

L'antico borgo fortificato che dominava l'alta valle del Sagittario controllava uno degli accessi della Valle Peligna. Il borgo fortificato di Castrovalva ha le caratteristiche di un insediamento su di un crinale dove prevale l'utilizzo della pietra. In alcuni casi gli edifici versano uno stato di semi-abbandono tuttavia si può riconoscere l'architettura tradizionale. L'edificio posto sull'estremità dello sperone roccioso parrebbe essere, a prima vista, la residenza del signore feudale, ma mancano studi a prova di ciò.

### Chiese
La Chiesa della Madonna della Neve (del XVI secolo), la chiesa di Santa Maria delle Grazie, la chiesa di San Michele Arcangelo (del XII secolo).

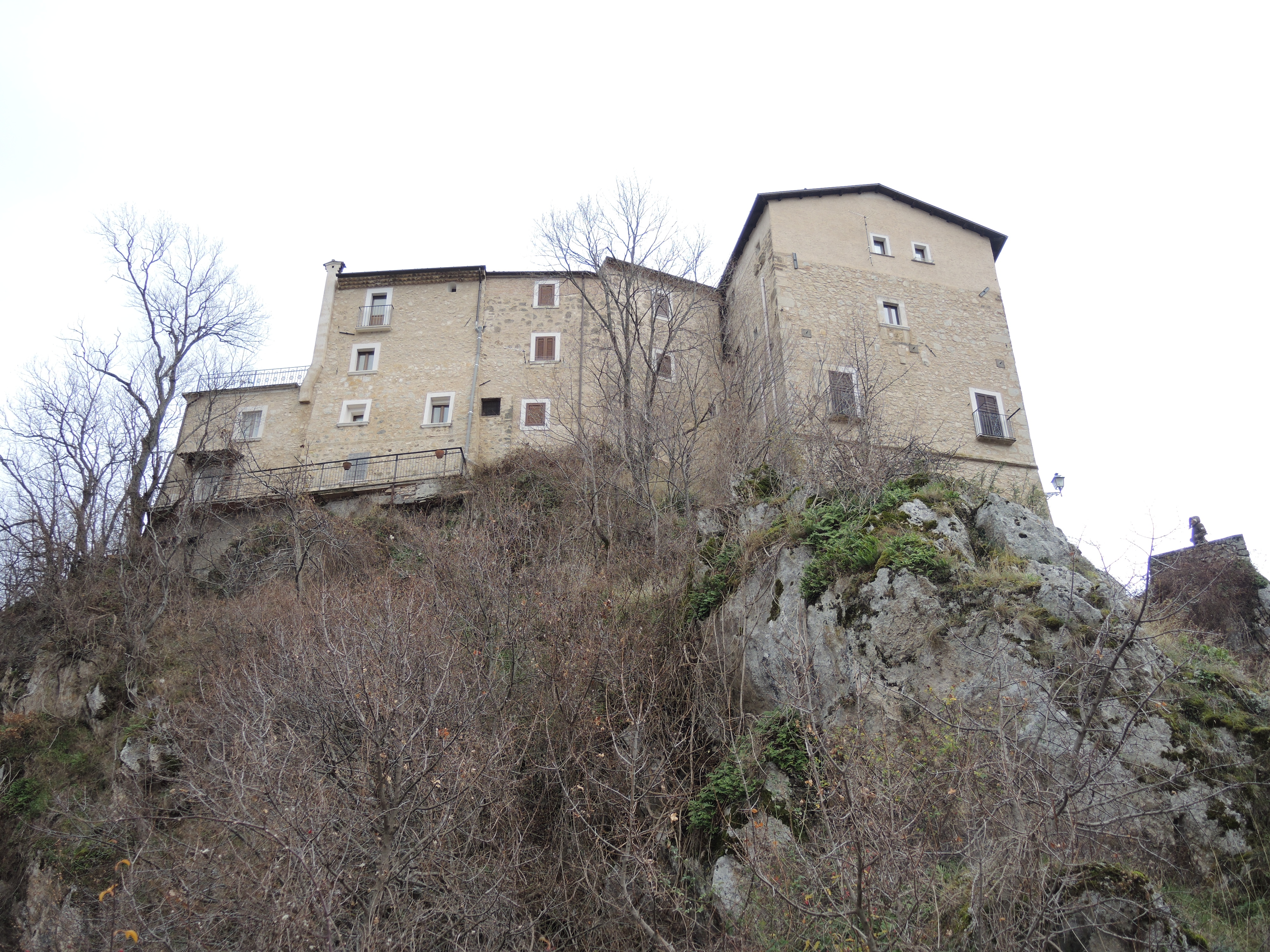
Veduta dei bastioni di Castrovalva

Chiesa della Madonna delle Grazieè sede della parrocchia di Castrovalva, fu eretta sopra l'antica cappella di San Tommaso, già citata da Clemente III nel 1188. L'edificio sacro ha un aspetto rinascimentale, con facciata semplice, in cui unico elemento decorativo è il portale con cornice modanata in tardo stile romanico, al centro dell'architrave, sostenuto da mensole a volute, due angioletti reggono uno scudo a forma di muso di cavallo, con giglio, stemma della famiglia Belprato. Il fregio soprastante è ornato da una testina di putto affiancata da tralci vegetali, e concluso da una cornice a mensola su cui poggia il piccolo archivolto. La lunetta è affrescata, anche se il disegno è lacunoso, ed è ritratto Cristo benedicente. La chiesa ha navata unica, sulle pareti laterali sono poste delle nicchie come altarini, uno dei quali accoglie la statua policroma di Santa Lucia del XX secolo, che secondo i locali, mostra gli occhi ai fedeli in qualunque punto la si guardi, e sorregge una palma e gli occhi del martirio. Nell'altra nicchia è collocata una scultura della Madonna col Bambino del XVI secolo, in stucco e stoffa su base lignea. La Vergine è rappresentata seduta e tiene il Bambino con il braccio sinistro, la veste di color rosso e manto azzurro sono punteggiati da stelle dorate. L'altare maggiore è contornato da due ovali dipinti con raffigurazioni della Santa Vergine col Bambino e San Giuseppe sposo con Gesù Bambino, entrambi del XVIII secolo. Il paliotto d'altare del 1729 da De Mancino ha una decorazione in stucco di polvere di marmo colorato, che riproduce un effetto a intarsio, sopra l'altare c'è il tabernacolo ligneo dorato del XVII secolo con la Deposizione di Cristo.

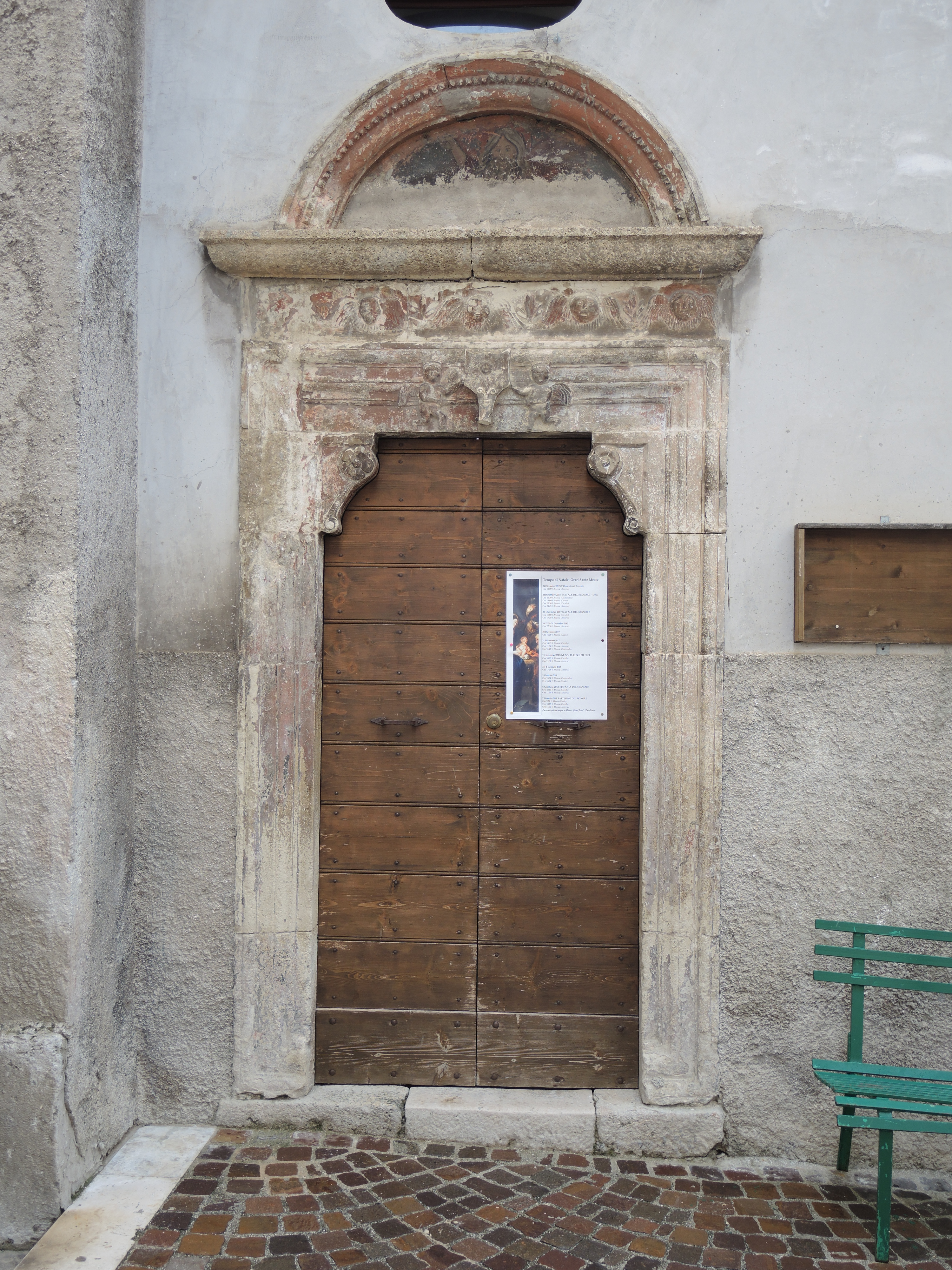
Il portale di Santa Maria delle Grazie

Chiesa di Santa Maria ad Nivessorge nella piazza principale di Castrovalva. Risalirebbe al Medioevo, ma fu ricostruita nel XVI secolo; la facciata ha coronamento curvilineo barocco, doppiamente inflesso, al centro il portale liscio architravato è coronato da un affresco rinascimentale della Madonna col Bambino entro cornice trapezoidale, dai fianchi concavi e profilo superiore convesso, sormontato da una modanatura. Nella parte alta del fronte c'è un orologio centrale, ai lati due specchiature ellittiche con figure di santi su fondo azzurro. L'interno settecentesco è a tre navate, scandite da pilastri in finto marmo venato, che sostengono archi a tutto sesto. La navata centrale ha volte a crociera, mentre una piccola volta a botte precede la cupole emisferica su pennacchi che sovrasta il presbiterio. Alle pareti laterali sono addossati altari in stucco, nella navata destra è presente una tela del Settecento opera ex voto, ridipinta nel 1924 da Alfredo Gentile, con Apparizione della Madonna dell'Incoronata di Foggia ad un pastore. Tale devozione è legata al fenomeno abruzzese della transumanza, e la devozione si estende anche a San Michele, dato che i tratturi transitano anche per Monte Sant'Angelo. In segno di tale fedeltà, nel XVIII secolo è stata realizzata una statua del santo Michele, conservata nella sagrestia, proveniente dalla piccola cappella di San Michele di Castrovalva. La statua è molto ben realizzata, con ricchi particolari, mostrante il santo con la spada che sconfigge il demonio e con la bilancia per pesare le anime.
Chiesetta di San Michelesorge appena fuori Castrovalva, dedicata al patrono, presso Monte Sant'Angelo. La costruzione attuale è sovrapposta a quella originale del XII secolo, nota come Sancti Angeli in Castro. Le uniche tracce medievali sono visibili nell'ossario della cripta, prima del restauro corposo del XVI-XVII secolo. La cappella antica era a navata unica, con abside semicircolare scavata nella roccia della grotta rupestre dedicata al santo, presbiterio rialzato rivolto verso la torre di guardia di Castrovalva, già citata nel 1079. La struttura attuale ottocentesca ha mantenuto la pianta a sala, scandita da una sequenza di tre archi a tutto sesto all'interno che sostengono la copertura a spioventi. Lungo i muri perimetrali corre un sedile in pietra, interrotto dai pilastri delle arcate. In fondo l'alttare maggiore è sormontato da un'edicola con la statua in gesso di San Michele, del XX secolo, perché quella originale del XVIII secolo è custodita nella sacrestia della chiesa parrocchia di Santa Maria delle Grazie.

### Area naturale Gole del Sagittario
Nel territorio sono presenti il panorama sulle Gole del Sagittario, la Riserva delle Gole del Sagittario e il giardino botanico Gole del Sagittario.

## Festività
Nella frazione sono festeggiate la Madonna della Neve e San Michele Arcangelo.

## Nella cultura popolare
- Nel 1982 il nome "Castrovalva" è stato utilizzato in una storia della serie televisiva della BBC Doctor Who. La trama si basava anche molto sulla ricorsione, un tema preferito nelle opere successive e più famose di Escher, e utilizzava idee prese da Belvedere, Ascendente e discendente e Relatività per intrappolare i protagonisti nella città di Castrovalva[5].
- Il fumetto Kingdom of the Wicked è ambientato in un mondo immaginario chiamato Castrovalva[6].